# Li Kan (pintor)
|  | Aquest article tracta sobre el pintor. Vegeu-ne altres significats a «Li Kan (militar)». |

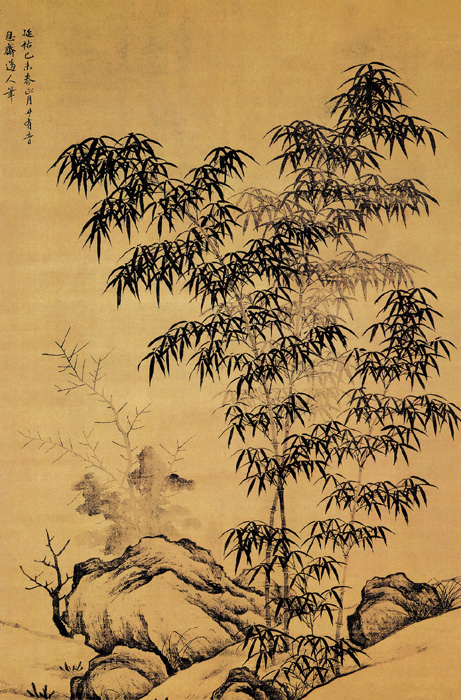
“Bambús gegants i pedra”

Li Kan (xinès tradicional: 李衎; xinès simplificat: 李衎; pinyin:Lǐ Kàn), conegut també com a Zhong Bin i Xi Zhai, fou un pintor xinès que va viure sota la dinastia Yuan. Era originari del comtat de Jiqiu. Actualment Pequín. Va néixer vers el 1245 i va morir el 1320. Va obtenir un càrrec en l'Administració imperial mongol. És autor d'un tractat dedicat als bambús.
Li Kan va destacar com a pintor de bambús realitzats amb tinta i efectuats amb moviments refinats, pintures que són notables pel seu realisme (la seva inspiració en aquest tema provenia del fet que va viure durant un temps en una vall ple d'aquestes canyes si bé altres fonts l'han atribuït a les seves observacions durant els seus viatges oficials).Va ser un seguidor de l'estil de Wen Tong. S'hi troben obres seves exposades en els següents museus: a la Nelson Gallery of Art de Kansas (Estats Units), Museu del Palau de Pequín (Xina), Museu de Belles Arts de Xangai (Xina) i al Museu Nacional del Palau de Taipei (Taiwan).